# Europahallen
Europahallen er en hal i Aalborg Kongres & Kultur Center (AKKC), ligesom Aalborghallen. Den blev opført i 1990 som tilbygning til AKKC.
Der er plads til ca. 600 gæster i hallen.
Europahallen fik sit navn efter en navnekonkurrence blev afholdt. Nogle år forinden var Aalborg både blevet kåret som Årets By i Europa og Europas Reneste By, så derfor passede navnet godt til den nye hal.
Europahallen består af et stort lokale, en scene med scenetræk, to tilhørende balkoner og en foyer med et stort glasparti. Den er direkte forbundet med AKKCs forhal og centerets øvrige lokaler.
Europahallen har lagt scene til Aalborg Vinterrevy siden 1990. Derudover anvendes den til teaterstykker, shows, messer, kongresser m.m.

## Ekstern henvisning
- www.akkc.dk - officiel website for Aalborg Kongres & Kultur Center Arkiveret 10. februar 2007 hos  Wayback Machine

|  | Denne artikel om en bygning eller et bygningsværk kan blive bedre, hvis der indsættes et (bedre) billede. Du kan hjælpe ved at afsøge Wikimedia Commons for et passende billede eller lægge et op på Wikimedia Commons med en af de tilladte licenser og indsætte det i artiklen. |

|  | Denne artikel kan blive bedre, hvis der indsættes geografiske koordinater Denne artikel omhandler et emne, som har en geografisk lokation. Du kan hjælpe ved at indsætte koordinater i wikidata. |